# Cor van der Gijp
Cor van der Gijp (Dordrecht, 1º agosto 1931 – Dordrecht, 12 novembre 2022) è stato un calciatore olandese, di ruolo attaccante, conosciuto con il soprannome di Ome Cor. Anche i fratelli Wim, Janus e Frederick sono stati dei calciatori, così come il nipote René (figlio di Wim).

## Carriera

### Giocatore

#### Club
Van der Gijp comincia a giocare a calcio nel SC Emma di Dordrecht, la sua città natale. Nei primi anni del calcio professionistico olandese passa al Feyenoord per 18.000 Fiorini olandesi. Fa il suo debutto con la squadra di Rotterdam l'8 gennaio 1956 e gioca la sua ultima partita il 15 dicembre 1963. In questi anni vince due volte il campionato olandese (nel 1960-61 e nel 1961-62) e, in totale, segna 161 gol in 233 partite, diventando il massimo capocannoniere del Feyenoord nel dopoguerra, e il terzo comprendendo anche l'anteguerra dietro a Kees Pijl e a Jaap Barendregt. Nel 1964 passa al Blauw-Wit, dove gioca per tre anni prima di ritirarsi.

#### Nazionale
Van der Gjip vanta 13 partite e 6 gol con la nazionale olandese, con la quale ha giocato tra il 1954 e il 1961.

### Dopo il ritiro
Dopo il ritiro Van der Gijp ha fatto l'allenatore e l'arbitro prima di aprire un negozio di sport.

## Palmarès
- Campionato olandese: 2

Feyenoord: 1960-61, 1961-62